# Kanton Aulnay-sous-Bois-Nord
Kanton Aulnay-sous-Bois-Nord (fr. Canton d'Aulnay-sous-Bois-Nord) je francouzský kanton v departementu Seine-Saint-Denis v regionu Île-de-France. Tvoří ho pouze severní část města Aulnay-sous-Bois.